# 3 Pułk Piechoty Legii Nadwiślańskiej
3 Pułk Piechoty Legii Nadwiślańskiej – oddział piechoty okresu napoleońskiego.

## Formowanie i zmiany organizacyjne
Utworzony 31 marca 1808 z 3 pułku Legii Polsko-Włoskiej. Wchodził w skład Legii Nadwiślańskiej.
W czasie przygotowań do inwazji na Rosję 1812 roku pułk wszedł w skład gwardii cesarskiej.
W 1813 roku, z resztek czterech pułków piechoty Legii Nadwiślańskiej, utworzono jeden pod dowództwem płk Stanisława Malczewskiego i w sierpniu przyłączono go do 27 Dywizji Izydora Krasińskiego.

## Żołnierze pułku
Pułkiem dowodzili:
- płk Świderski (emerytowany szef bat.)
- Sykstus Estko (od 14 sierpnia 1808; płk na dow. pułku 4 piech. Nadwiśl. 9 maja 1811)
- mjr Michał Kosiński (9 maja 1811)
- mjr Jan Szott (do 2 lipca 1808) → zginął pod murami Saragossy

## Walki pułku
Bitwy i potyczki
- oblężenie Saragossy (od 30 czerwca do 14 sierpnia 1808 i 20 grudnia 1808 do 21 lutego 1809)
- Smoleńsk (17 sierpnia 1812)
- Tarutina (4 października 1812)
- nad rzeką Berezyną (28 listopada 1812)